# Clostridium hiranonis
Clostridium hiranonis è una specie di batterio appartenente alla famiglia delle Clostridiaceae.